# Estación de Billancourt
La estación de Billancourt es una estación del metro de París situada al sudoeste de la capital, en la comuna de Boulogne-Billancourt. Forma parte de la línea 9. 

## Historia
Fue inaugurada el 3 de febrero de 1934 en lo que fue la primera incursión de una línea del metro parisino fuera de los límites de la ciudad.   

## Descripción
Se compone de dos andenes y de dos vías, una en cada sentido. En bóveda, es un claro ejemplo del estilo Motte: omnipresencia de los azulejos blancos biselados y dos líneas de color, una a la altura de los asientos y otra por encima de los andenes, en las estructuras rectangulares que resguardan las lámparas encargadas de iluminar la estación. Aunque el color utilizado suele ser el mismo, en este caso no es así ya que la zona de asiento es de color naranja, los asientos son amarillos y la iluminación tiene un color a medio camino entre ambos.